# Campeonato Sergipano de Futebol de 1947
O Campeonato Sergipano de Futebol de 1947 foi a 24º edição da divisão principal do campeonato estadual de Sergipe. O campeão foi o Olímpico de Aracaju, que depois virou o Pirambu, que conquistou o seu segundo título na história da competição. O Olímpico viria a conquistar outro título somente 40 anos depois, quando venceu a série A2 de 1987.

## Premiação
| Campeonato Sergipano de 1947   |
| Aracaju                        |
| ------------------------------ |
| Olímpico Bicampeão (2º título) |